# Моріока

39°42′07″ пн. ш. 141°09′16″ сх. д. / 39.70194° пн. ш. 141.15444° сх. д.
Моріо́ка (яп. 盛岡市, もりおかし, МФА: [moɾʲi.oka ɕi̥]) — місто в Японії, в префектурі Івате.

## Короткі відомості
Розташоване в центральній частині префектури, в западині Кітакамі, на місці злиття річок Кітакамі, Сідзукуїсі та Накацу. Адміністративний центр префектури. Входить до списку центральних міст Японії. Виникло на основі середньовічного призамкового містечка самурайського роду Намбу. Впродовж періоду Едо (1603–1867) було центром автономного уділу Моріока-хан. Отримало статус міста 1889 року. Основою економіки є комерція та туризм. Близько 80% мешканців міста зайняті в сфері торгівлі і послуг. За економічними показниками є другим за величиною містом регіону Тохоку після міста Сендай. Традиційні ремесла — ковальство, ливарництво, зброярство. В місті розташовані руїни Моріокського замку, буддистський монастир Хоондзі, усипальниця роду Намбу. Станом на 1 жовтня 2007 площа міста становила 886,47 км². Станом на 1 вересня 2008 населення міста становило 298 737 осіб.

## Клімат
Місто знаходиться у зоні, котра характеризується вологим континентальним кліматом з теплим літом. Найтепліший місяць — серпень із середньою температурою 23.9 °C (75 °F). Найхолодніший місяць — січень, із середньою температурою -2.8 °С (27 °F).
| Клімат Моріоки          | Клімат Моріоки | Клімат Моріоки | Клімат Моріоки | Клімат Моріоки | Клімат Моріоки | Клімат Моріоки | Клімат Моріоки | Клімат Моріоки | Клімат Моріоки | Клімат Моріоки | Клімат Моріоки | Клімат Моріоки | Клімат Моріоки |
| Показник                | Січ.           | Лют.           | Бер.           | Квіт.          | Трав.          | Черв.          | Лип.           | Серп.          | Вер.           | Жовт.          | Лист.          | Груд.          | Рік            |
| Абсолютний максимум, °C | 8              | 10             | 15             | 26             | 28             | 33             | 37             | 36             | 31             | 24             | 18             | 15             | 37             |
| Середній максимум, °C   | 1              | 2              | 6              | 13             | 19             | 22             | 26             | 28             | 23             | 17             | 11             | 3              | 15             |
| Середня температура, °C | −3             | −2             | 1              | 7              | 13             | 17             | 21             | 23             | 18             | 11             | 6              | 0              | 10             |
| Середній мінімум, °C    | −7             | −6             | −3             | 2              | 7              | 12             | 17             | 19             | 13             | 6              | 1              | −3             | 5              |
| Абсолютний мінімум, °C  | −16            | −16            | −13            | −7             | −1             | 3              | 7              | 10             | 3              | −3             | −6             | −14            | −16            |
| Норма опадів, мм        | 50             | 50             | 70             | 100            | 90             | 110            | 160            | 150            | 180            | 110            | 80             | 70             | 1270           |
| Днів з дощем            | 5              | 5              | 5              | 6              | 6              | 6              | 8              | 8              | 9              | 6              | 5              | 6              | 80             |
| Вологість повітря, %    | 74             | 72             | 70             | 67             | 70             | 78             | 83             | 83             | 82             | 79             | 76             | 75             | 76             |
| ----------------------- | -------------- | -------------- | -------------- | -------------- | -------------- | -------------- | -------------- | -------------- | -------------- | -------------- | -------------- | -------------- | -------------- |
| Джерело: Weatherbase    |                |                |                |                |                |                |                |                |                |                |                |                |                |

## Освіта
- Іватський університет

## Уродженці
- Йонай Міцумаса — політик, прем'єр-міністр Японії.
- Хара Такасі — політик, прем'єр-міністр Японії.